# Velká alžírská mešita
Velká alžírská mešita (arabsky Džamáa el-Džazair, جامع الجزائر) je mešita v Alžíru, hlavním městě Alžírska. Nachází se na východním předměstí Muhammadíja kilometr od mořského pobřeží. Byla postavena v letech 2012–2019. Je třetí největší mešitou na světě, má rozlohu 400 000 m² a pojme celkem 120 000 osob, modlitební sál má rozlohu 20 000 m² a výšku 70 metrů. Její minaret má 37 pater, měří 265 metrů a je nejvyšší na světě. Na jeho vrcholu je umístěna vyhlídková plošina.
V areálu se nachází muzeum islámu, knihovna, náboženská škola, promítací sál, hotel, restaurace a odpočinkové zahrady. Mešita má vlastní elektrárnu. V hlavním sále visí lustr od firmy Swarovski, který váží devět a půl tuny. Na parkoviště u mešity se vejde sedm tisíc automobilů, v blízkosti se také nachází stanice SNTF a metra.
Stavbu v tradičním severoafrickém stylu projektovala německá kancelář KSP Jürgen Engel Architekten a realizovala ji firma China State Construction Engineering. Náklady se odhadují na 898 milionů eur. Mešita byla navržena tak, aby odolala zemětřesení.
Vybudování mešity prosadil prezident Abdelazíz Buteflika jako symbol usmíření mezi sekulárním režimem a islamisty. Je však kritizována za přemrštěné náklady i za to, že na její stavbě vydělali hlavně cizinci.